# 2112 Ulyanov
2112 Ulyanov este un asteroid din centura principală, descoperit pe 13 iulie 1972, de Tamara Smirnova.